# 機動戦士ガンダム戦記 Lost War Chronicles
『機動戦士ガンダム戦記 Lost War Chronicles』（きどうせんしがんだむせんき ロストウォークロニクルズ）は、2002年8月1日にバンダイが発売したPlayStation 2用3Dアクションゲーム。後にPlayStation 3用ゲーム『機動戦士ガンダム サイドストーリーズ』の一部としてリメイクされた。

## 概要
本作のタイトル「ガンダム戦記」は、ゲーム独自のストーリーを持つ「機動戦士ガンダム外伝」シリーズに対し、ガンダムの世界観における戦闘を楽しむという主旨のゲームとして新たに設けられたカテゴリー名（もしくはシリーズ名）である。
プレイヤーは一年戦争時の地球連邦軍またはジオン公国軍のモビルスーツ (MS) 小隊長となり、アニメ『機動戦士ガンダム』などでは語られなかった様々なミッションをこなしていく。
通常版のほかに、設定資料集やオリジナルTシャツなどが同梱された「LIMITED BOX」が限定発売された。
また、角川書店より小説版と漫画版の刊行や、出演女性声優6名によるユニット「ガンダムガールズ」が結成され、軍服コスプレによる宣伝活動や歌手活動などが行われた。

## 特徴
- 本作はすべて地球上におけるステージで構成されている。小隊に属する僚機2機に指示出来るが、『機動戦士ガンダム外伝 コロニーの落ちた地で…』とは異なり、「アロー」「ブイ」「散開」の3種のフォーメーションによる簡易的な指示しか下せない。また、爆発するMSに勝手に近づいてダメージを受けるなど僚機のAIの判断能力が低いため、プレイヤーが的確に誘導する必要がある。
- 攻撃方法には、射撃、格闘、副兵装攻撃の他に、射撃ボタンを押し続けてチャージすることで威力が上昇する強力な射撃攻撃「スペシャルアタック」、一定量のバーニアゲージを消費して突進し短時間敵を行動不能にさせる体当たり攻撃「ヘヴィーアタック」が設定されている。
- やや内容が単調、ロード時間が長い、スピード感がない反面、爆発（実ダメージあり）や重量感のあるMSの挙動などの細かい演出が施されている。
- 連邦軍、ジオン軍双方にオペレーター、整備員、上官の秘書として3名ずつ計6名のヒロインキャラクターが登場。ゲームで好成績を残すと主人公が彼女たちと徐々に親密になっていくムービーが見られる恋愛ゲーム的な要素も導入されている。
- 1人プレイ時のみ通常の画面の他にコクピットビューに切り替えが可能であり、主観視点でのプレイができる。
- 対戦モードではテレビアニメ、OVA、ゲームなど各ガンダム作品のキャラクターが登場し、組み合わせ次第で「ホワイトベース隊」や「サイクロプス隊」など各作品を再現した特殊な部隊が出現する。

## メディアごとの扱い
本作では上記のように定められたストーリーが存在しないため、扱われるメディアによって主な登場人物は共通するもののそれぞれのストーリー展開が異なっている。
小説版は林譲治、漫画版は夏元雅人が担当し、漫画版では同じく夏元がコミカライズを担当した『機動戦士ガンダム外伝 宇宙、閃光の果てに…』との繋がりがあり、一部キャラクターが引き続き登場している（『完全版』では逆に『宇宙、閃光の果てに…』のメインキャラをスポット出演させている）。また、同じく夏元の漫画『GUNDAM LEGACY』『機動戦士ガンダム0083 REBELLION』との関連も見られる。
ゲームにおいては『SDガンダム GGENERATION SPIRITS』では漫画版を元にしたシナリオが収録され、『サイドストーリーズ』においては漫画版と小説版を組み合わせたシナリオが描かれている。

## 登場人物
連邦軍側キャラクターデザインを『ガンダム0083』『第08MS小隊』のキャラクターデザインを担当した川元利浩、ジオン軍側キャラクターデザインを『Vガンダム』『Gガンダム』のキャラクターデザインを担当した逢坂浩司が担当している。プレイヤーの立場であるキャラは、元々設定されていたもののゲーム本編では登場せず、小説化および漫画化に伴い新たに設定が追加されている。その他、各作品にしか登場しない人物も多い。
名前の英文表記は、ゲームのエンディング・クレジットによる。

### 地球連邦軍

#### MS特殊部隊第3小隊（実験部隊 / デルタチーム）
マット・ヒーリィ (Mat Heley)
声：なし（本編） / 辻谷耕史（『ガンダムバトルタクティクス』他） / 楠大典（『機動戦士ガンダム0083カードビルダー』） / 小西克幸（『サイドストーリーズ』）
ゲームでの連邦側プレイヤーに相当するキャラクター。本作の主人公。
小隊長。階級は中尉。26歳。最初の乗機は陸戦型ジム、漫画版では陸戦型ガンダムに乗り換えている。
小説版では海兵隊出身で、MSパイロット養成課程を首席で卒業した。目的のためなら仲間さえ犠牲にするジオン公国軍の屍食鬼隊への嫌悪感から、敵のレッドチームを助けて共に屍食鬼隊と戦ったこともある。
漫画版では卓越した操縦技術を持ちながら、敵パイロットであっても（たとえ部下の危機であったとしても）極力殺さないように戦うが、彼の判断ミスが原因で部下のラリーが戦死し、部隊に大きな傷跡を残してしまうこととなる。
一年戦争終結後に軍を退役し、漫画『機動戦士ガンダム0083 REBELLION』3巻収録の短編「SOLDIER's DAY I」では宇宙世紀0083年の時点では戦地を巡り、自身の進むべき道を模索している。
『GUNDAM LEGACY』では、オーストラリアに在住。宇宙世紀0084年、ケン・ビーダーシュタットの依頼でメイ・カーウィンを保護。ジオン残党のテロ組織「狼の鉄槌」による気化弾頭を用いたテロ計画「シルバー・ランス作戦」の情報をティターンズのフォルド・ロムフェローやエイガーに流し、自らも阻止するためサイド3へ赴いた。多くの人達の協力の下で計画を防ぐことに成功するが、テロ鎮圧の際にも「誰も死なせない」という彼の理念は最後まで変わらず、単に敵機を破壊するよりも危険なミッションを強いる事となった。
『サイドストーリーズ』では、基本的に漫画版を踏襲した理想主義的な人物として扱われるが、ジャブロー戦における出来事から現実と向き合い、覚悟と共に部隊の仲間たちへの信頼を新たにする展開が描かれている。
ラリー・ラドリー (Larry Radley)
声：岡崎雅紘
2番機パイロット。階級は少尉。28歳。
元戦闘機乗りで、一見クールに見えるが実際には仲間思いの頼れる存在。射撃戦を得意とし、最初の乗機は陸戦型ジム、漫画版ではガンタンクやジム・スナイパーIIにも搭乗している。
小説版では戦闘機乗り時代の習慣から、当初「パイロット」ではなく「ドライバー」を自称していた。ガースキー・ジノビエフとの間に敵味方を超えた友情を育み、一年戦争後には彼の近況を綴った妻子宛ての手紙を託されるまでに至っている。
隊長であるマットの理想に甘さを感じつつも信頼を置いており、漫画版ではジャブロー防衛戦の際に敵機の投降を優先するというマットの指示に従った結果敵機の攻撃を受け、戦死している。
『サイドストーリーズ』においてジャブロー戦の同様の場面ではマットの指示の元で敵機の戦闘能力のみを奪おうとするが叶わず、そのまま撃破してしまうという展開となっており、その結果戦死することなく引き続き終戦まで部隊の一員として活躍している。
アニッシュ・ロフマン (Anish Roffman)
声：白石稔
3番機パイロット。階級は曹長。23歳。最初の乗機は陸戦型ジム、漫画版ではジム・スナイパーIIに乗り換えている。
キャリフォルニアベース防衛戦の生き残りで、明るく陽気な性格のムードメーカー。状況判断力に優れ戦略眼は高い。
漫画版ではジャブロー戦でラリーが戦死したことによりマットと決別することとなるが、『サイドストーリーズ』では引き続き部隊の一員としてジャブローの出来事からぎこちなくなってしまったマット達の不器用さを気にかけつつ、ラリーが自信を取り戻す後押しをしている。
ノエル・アンダーソン (Noel Underson)
声：那須めぐみ
オペレーター。階級は伍長。17歳。
本来前線の部隊に配属する必要性が無かったものの、本人が前線の部隊に行くことを希望していた。一見すると普通の少女であるがMSの戦術論には光るものがあり、これがジョン・コーウェン准将の目に止まったことによりデルタチームに配属された。父親のアンダーソン司令はルウム戦役時 サラミス級巡洋艦の艦長を務めており、赤い彗星ことシャア・アズナブルに艦を撃沈され戦死している。
『機動戦士ガンダム0083 REBELLION』3巻収録の短編「SOLDIER's DAY I」。宇宙世紀0083年にはコーウェンの命令で放浪中のマットを探しており、オーストラリアで再会する。コーウェンからの協力要請を伝えるが、軍人という立場から離れて道を探るマットへの尊敬と、「立派な軍人になる」という自身の夢の板挟みに悩んでいた。
『GUNDAM LEGACY』では、一年戦争終結後、昇進して少尉となり北米のオーガスタ基地に配属される。新人オペレーターの研修引率で来た ミユ・タキザワと模擬訓練対決をするエピソードが描かれている。のちにフォルドやミユらと共にMS教官となった。
小説版では戦術的には優秀であるものの見方を駒のように考える指揮を執り、また父親の仇であるジオンを憎悪しており、その戦術理論を読んだマットは行間から滲み出る異常なジオンに対する憎悪と攻撃性から、著者は筋金入りのサディストだろうと考えるほどであった。レイチェルに憧れていたが、任務をこなすうちに彼女が自分たちを駒としか考えていない事に気付き、彼女への失望と、彼女と同様に見方を駒として捉えていた自分への自己嫌悪に悩む事になる。
アニー・ブレビッグ (Annie Brevig)
声：永山奈々
整備担当。階級は上等兵。21歳。
機械弄りが生き甲斐の女性で、連邦軍のMS導入を予見し内定していたコロニー公社への就職を蹴り、軍属になった変り種。
漫画版ではジャブロー防衛戦後に第16独立戦隊「サラブレッド」へ転属。漫画『機動戦士ガンダム外伝 宇宙、閃光の果てに…』でも登場し、同部隊で終戦を迎えた。宇宙世紀0081年を舞台にした漫画『機動戦士ガンダム戦記U.C.0081 -水天の涙-』にも引き続きサラブレッド所属の整備士として登場。RX-78タイプの整備経験から、ガンダム7号機の整備担当となっている。
ジョン・コーウェン (John Kowen)
声：渡部猛
特殊部隊司令。階級は准将。54歳。
レーチェル・ミルスティーン (Rachel Milsteen)
声：早川由佳子
ジョン・コーウェン准将の補佐役兼補給部隊指揮官。階級は中尉。28歳。
レビル将軍の推薦でコーウェン准将の指揮下に入った才色兼備の補給官。『機動戦士ガンダム』のマチルダ・アジャンとは友人関係にある。
小説版では「M資金」の輸送責任者でもある。外見と言葉遣いははおっとりしているが、実際は冷徹な思考をしており、実験部隊の面々を連邦軍勝利の為の駒としか捉えていない。後にマットやノエルもそれに気付いている。
漫画『機動戦士ガンダム0083 REBELLION』では、コーウェン中将の伝令官としてラサ基地でアルビオンに直命を伝える。
バックス・バック
漫画版にのみ登場。ジャブローでMSパイロット養成の教官を務めている。ゲーム『機動戦士ガンダム外伝 コロニーの落ちた地で…』にも同名の人物が同様の役職で登場する。

#### その他の登場キャラクター
- レビル（声：村松康雄）
- マチルダ・アジャン（漫画版のみ）
- ウッディ・マルデン（漫画版のみ）
- フォルド・ロムフェロー（漫画版のみ）
- ルース・カッセル（漫画版のみ）

### ジオン公国軍

#### MS特務遊撃隊（外人部隊 / レッドチーム）
ケン・ビーダーシュタット (Ken Bederstadt)
声：なし（本編） / 石田彰（『バトルタクティクス』他） / 小西克幸（『バトルクロニクル』他） / 楠大典（『GGENERATION SPIRITS』『サイドストーリーズ』）
ゲームでのジオン側プレイヤーに相当するキャラクター。本作におけるマットのライバル的存在。
小隊長。階級は少尉。27歳。最初の乗機はザクII、小説版はドム、漫画版は陸戦型ゲルググに乗り換えている。
ルウム戦役で親友を失った過去があり、そのため常に仲間が生還することを最優先とした戦い方をする。
漫画版では戦前コロニー公社でサイド3“ムンゾ”建造に携わっていたが、コロニー建造のスペシャリストとして目をつけたジオン軍によって妻子を人質に取られ、半ば強制的に軍に参加することになった。
『GUNDAM LEGACY』では、一年戦争後、ジオン共和国の防衛部隊長に就任し、階級も大尉にまで昇進。ジオン軍残党のテロ組織「狼の鉄槌」が、連邦軍基地から奪取した気化爆弾を用いて、サイド3に攻撃を仕掛けようとしている事を知り、それを阻止すべく、元フェンリル隊のメンバーであるニッキ・ロベルト、シャルロッテ・ヘープナーの2人と共に地球へ降下する。連邦軍アフリカ方面ハルツーム基地所属のマックス・ブロア大尉と協力し、気化弾頭の奪取を試みるものの、ハルツーム基地司令の妨害を受け、気化弾頭を乗せたシャトルを逃してしまう。
漫画『機動戦士ガンダム0083 REBELLION』4巻収録の短編「SOLDIER's DAY II」では一年戦争から3年間の間負傷兵扱いで休職しており、軍への復帰が2ヶ月後に迫る中、コロニー公社の作業員として働いている。
ガースキー・ジノビエフ (Garsky Zinobiev)
声：須永泰行 / 高田べん（『GGENERATION SPIRITS』『サイドストーリーズ』）
2番機パイロット。階級は曹長。35歳。最初の乗機はザクII、小説版ではドムを経てズゴックEに乗り換えている。
コロニーに残した妻子のために、一年戦争開戦当初から外人部隊として戦地を渡り歩いていた。
小説版ではラリー・ラドリーとの間に敵味方を超えた友情を育み、一年戦争後には自分の近況を綴った妻子宛ての手紙を託すまでにいたった。
なお漫画版では妻子についての描写は一切無い。『GUNDAM LEGACY』では、一年戦争後ジオン共和国に所属し、階級も大尉にまで昇進。高機動型ゲルググに搭乗し、命令違反をしてまで協力を申し出たティターンズのパイロットであるフォルド・ロムフェローと共にリリア・フローベールの駆るシルバー・ランスの部隊と交戦した。ジェイクがジオン残党として戦っていた事は知っていた模様。
ジェイク・ガンス (Jake Gunns)
声：金子亮太 / 矢部雅史（『GGENERATION SPIRITS』『サイドストーリーズ』）
3番機パイロット。階級は軍曹。28歳。最初の乗機はザクII、小説版はドムに乗り換えている。
口が悪いが腕は立ち、攻撃の際に「ジェイクアタック」と自分の名前を冠した技名を叫ぶなどやや自己陶酔型の性格。地球の環境を嫌っており、地上でも常に宇宙用のノーマルスーツ（宇宙服）を着用している。
漫画版ではメイ・カーウィンをサイド3へ帰還させるために護衛として部隊を離れる。のちにア・バオア・クー攻防戦ではゲルググに搭乗して戦い、終戦を迎えた。
『GUNDAM LEGACY』では、デラーズ紛争終結後もジオン残党として反連邦活動を続けており、より狂信的な性格に豹変していた。ティターンズの襲撃によって自棄になり、活動に反対するかつての仲間のメイを殺めようとしたが、マット・ヒーリィらに阻止されティターンズに捕縛された。その後、収監されていたが、メイからの説得を受けてジオン残党の作戦の情報を教えたようである。
ユウキ・ナカサト (Yuki Nakasato)
声：浅野真澄
オペレーター。階級は伍長。20歳。
サイド3への旅行中の突然の開戦で故郷であるサイド2が壊滅し、行き場をなくしたことで生きるために自分の故郷を破壊したジオン軍に入隊し、後にレッドチームに配属される。
ゲームや小説版においてはジオン側のヒロインとして描かれているのに対し漫画版では印象が薄く、途中で死亡するという展開となっている。
なお『サイドストーリーズ』においては漫画版の設定を踏襲しているが、死亡することなく終戦まで部隊のオペレーターを務めている。
メイ・カーウィン (May Kauwin)
声：仁後真耶子
整備担当。民間人技師のため階級はなし。14歳。
ジオンの名家カーウィン家の令嬢。ザクの開発に携わった、わずか14歳にしてエンジニアとして天才的な才能を持つ少女でありジオニック社の一員である。MS開発計画のサポートのため、レッドチームに派遣される。
『GUNDAM LEGACY』では、デラーズ紛争終結後、月面エアーズ市近郊のバンガー工業に勤務していたが、ティターンズによるジオン残党軍の掃討作戦に巻き込まれる。ジオン再興活動へ協力させるため、かつての仲間であったジェイクに拉致されそうになるが、ケンから依頼を受けたマットにより救出。ジオン残党による気化弾頭を用いたテロを防ぐため、マットと共に惑星間航行兵器「シルバー・ランス」に乗り込み、起動停止させている。事件後、ケンと再会を果たした。
『機動戦士ガンダム MSV-R 宇宙世紀英雄伝説 虹霓のシン・マツナガ』では4巻にジオニック社の技術者として登場。カーウィン家がダイクン派であったことが語られており、軍属でないにもかかわらず未成年で前線送りになったのはメイを厄介払いしたがっていたザビ派の差し金だったが、それは更に彼女を自身の手元で匿うためにその思惑を利用したダグラスの意向もあった。
ダグラス・ローデン (Douglas Rodin)
声：内海賢二 / 石井康嗣（『GGENERATION SPIRITS』）
遊撃隊司令。階級は大佐。45歳。
数々の戦歴を重ね功績をあげるが、親ジオン・ダイクン派であったため、ザビ家からは疎まれ冷遇されていた。メイの父親とは同志であり、ザビ家に彼女を人質として利用させないために外人部隊へ招いた。
小説版では士官学校の同期だったウォルター・カーティス大佐のオーストラリア方面軍脱出計画「月の階段」に協力する一方、マ・クベが隠匿した軍資金とされる「M資金」をめぐり連邦軍やザビ家私兵の屍食鬼隊と争った。
『GUNDAM LEGACY』では、一年戦争後、ジオン共和国本国防衛隊に所属し、階級も少将にまで昇進。サイド3に対するテロ計画「シルバー・ランス作戦」を察知すると、腰の重い軍上層部をあてにせず自らの判断で、プラズマビーム砲など防衛戦力を敷いた。なお、彼が計画を知りえたのは、本件のティターンズ関与の証拠を掴みたい、エゥーゴ代表ブレックス・フォーラからの情報提供によるものだった。
ジェーン・コンティ (Jane Contie)
声：富岡由紀子
ダグラス大佐付きの秘書官。階級は大尉。25歳。
秘書官だが、実際はザビ家から派遣されたダグラス大佐の監視役。だが彼女自身もザビ家を好ましく思っておらず二重スパイ的にレッドチームに協力する。
小説版ではザビ家の孤児教育機関出身で、MSパイロットとしては部隊内最強の実力を持ち、その能力を見た他のパイロットから「敵にならなくて良かった」とまで言われている。のちにこの教育機関がザビ家私兵「屍食鬼隊」の養成場だと知ってザビ家を見限ると共に、彼らのために働いていたことに罪の意識を感じていた。
レッドチームが屍食鬼隊と同士討ちをした時にはハイゴッグに搭乗し、屍食鬼隊のクロード中尉が操縦する陸戦型ゲルググを撃破している。この戦闘ののちレッドチームと別れ、隊長を失った屍食鬼隊の残党を率いて連邦に投降した。しかし投降後に脱獄を果たし、アフリカで抵抗を続けるジオン残党に合流する。

#### 屍食鬼隊（グール隊）
キシリア・ザビ配下の私兵部隊。小説版及び『サイドストーリーズ』版に登場する。ニュータイプ研究の過程で行われた人体実験により、他人に共感する能力を失った若者たちで構成されている。他人の痛みを理解できないため、残虐行為にもまったく躊躇しない。その対象は連邦軍のみならず、味方のジオン軍にも向けられる。キシリアの権威をかさに強制的に物資を徴発しては必要なくなると放棄する行為を繰り返しており、MSを奪うためにレッドチームとも交戦している。
クロード
グール隊の隊長で、階級は中尉。乗機は陸戦型ゲルググ。『サイドストーリーズ』では部隊カラーであるグレーに塗装されたドムに搭乗している。
クローディア
階級は少尉。
エイダ
階級は曹長。

#### その他の登場キャラクター
- サカキ（キャリフォルニアベース需品部、主計中尉）（小説版のみ）
- ウォルター・カーティス（小説版のみ）

### 民間人
アシリア・ジノビエフ
小説版にのみ登場。ガースキーの娘。
デュシャン・ロートン
漫画版にのみ登場。一年戦争が開戦する2ヶ月前に、休暇でオーストラリアを訪れたマットが出会ったサイド3出身の地質学者。ジオン訛りからスパイの嫌疑を掛けられていたが、本人は純然たる学術調査を目的としていた。地質学に対する確かな情熱を持ち、自分の調査が軍事目的にも利用されやすいのは承知していたが、マットとも分かり合いつつあった。だが、マットの休暇が終わる間際に不審な人物から金を受け取っているところを目撃したことで挨拶することもなく、そのまま別れていた。
その後もオーストラリアで調査を続けていたが、2ヶ月後。ジャブローでオーストラリア大陸へのコロニー落としのニュースを知ったマットの元に自身は軍には協力しなかったという釈明の手紙と友情の証として発掘した化石が届けられる。

## 各作品からの登場キャラクター
主に対戦モード等に登場する。

### 地球連邦軍
- アムロ・レイ（声：古谷徹）
- カイ・シデン（声：古川登志夫）
- ハヤト・コバヤシ（声：鈴木清信）
- クリスチーナ・マッケンジー（声：林原めぐみ）
- コウ・ウラキ（声：堀川りょう）
- シロー・アマダ（声：檜山修之）
- カレン・ジョシュワ（声：小山茉美）
- テリー・サンダースJr.（声：玄田哲章）
- ユウ・カジマ（声：山寺宏一）
- フィリップ・ヒューズ（声：若本規夫）
- マスター・ピース・レイヤー（声：山寺宏一）
- レオン・リーフェイ（声：幹本雄之）
- マクシミリアン・バーガー（声：宮本充）
- エイガー（声：中井和哉）

### ジオン公国軍
- シャア・アズナブル（声：池田秀一）
- ランバ・ラル（声：広瀬正志）
- ガイア（声：徳丸完）
- ジーン（声：若本規夫）
- ガデム（声：水鳥鉄夫）
- アカハナ（声：加藤治）
- ボラスキニフ（声：池田勝）
- ガルマ・ザビ（声：森功至）
- ギレン・ザビ（声：銀河万丈）
- バーナード・ワイズマン（声：辻谷耕史）
- ハーディ・シュタイナー（声：秋元羊介）
- ミハイル・カミンスキー（声：島香裕）
- ボブ（声：佐藤正治）
- アダムスキー（声：田原アルノ）
- アイナ・サハリン（声：井上喜久子）
- ノリス・パッカード（声：市川治）
- トップ（声：榊原良子）
- ジオン女性兵（声：荒木香恵）
- ニムバス・シュターゼン（声：速水奨）
- ヴィッシュ・ドナヒュー（声：平田広明）

## 登場兵器
| 地球連邦軍 - モビルスーツ - RRf-06 ザニー（漫画版のみ） - RGM-79 ジム（ゲーム・漫画版のみ） - RGM-79[G] 陸戦型ジム - RGM-79D ジム寒冷地仕様（ゲームのみ） - RGM-79G ジム・スナイパーII - RX-79BD-1 ブルーディスティニー1号機（ゲームのみ） - RX-79[G] 陸戦型ガンダム（ゲーム・漫画版のみ） - RX-79[G]Ez8 ガンダムEZ-8（ゲームのみ） - RX-75 ガンタンク（ゲーム・漫画版のみ） - RX-77 ガンキャノン（ゲームのみ） - RX-78-2 ガンダム（ゲームのみ） - RX-78NT-1 ガンダムNT-1（ゲームのみ） - RX-78-6 ガンダム6号機（ゲームのみ） - RX-78GP01 ガンダム試作1号機（ゲームのみ） - 兵器 - ビッグ・トレー - フライ・マンタ - ミデア - 61式戦車 - ホバートラック - 潜水艦 | ジオン公国軍 - モビルスーツ - MS-05B ザクI（ゲームのみ） - MS-06J ザクIIJ型 - MS-06FS ガルマ専用ザクII（ゲームのみ） - MS-06S シャア専用ザクII（ゲームのみ） - MS-06FZ ザクII改（ゲームのみ） - MS-07B グフ - MS-07B-3 グフカスタム（ゲームのみ） - MS-09 ドム - MS-09F/Trop ドム・トローペン（ゲームのみ） - MS-08TX[EXAM] イフリート改（ゲームのみ） - MS-14G 陸戦型ゲルググ - YMS-16M ザメル（ゲームのみ） - MS-18E ケンプファー（ゲームのみ） - MSM-03 ゴッグ（ゲームのみ） - MSM-03C ハイゴッグ（ゲーム・小説版のみ） - MSM-07 ズゴック（ゲームのみ） - MSM-07S シャア専用ズゴック（ゲームのみ） - MSM-07E ズゴックE（ゲーム・小説版のみ） - MSM-10 ゾック（ゲームのみ） - MSM-04 アッガイ（ゲームのみ） - 兵器 - ザンジバル - HLV - ガウ - ギャロップ - ワッパ - ドップ - マゼラアタック - ホバー・カーゴトラック - MAX-03 アッザム - アプサラス |

## 関連商品

### 漫画
夏元雅人による。シナリオは千葉智宏。単行本は3種類の体裁で発行されており、いずれもカバーイラストは異なる。
『ガンダムエース』における連載（2002年7月号-2003年6月号にかけて不定期）では、第6話で「地上編・完」とされ、その後夏元は『機動戦士ガンダム外伝 宇宙、閃光の果てに…』のコミカライズを担当している。『宇宙、閃光の果てに…』完結後（「if」を除く）の2004年3月号に最終話（地上でのエピソード）が掲載され、完結した。
機動戦士ガンダム戦記 Lost War Chronicles（角川書店）
カバーのない廉価版。
1. 2002年10月30日発行、ISBN 4-04-713523-2
2. 2003年9月1日発行、ISBN 4-04-713569-0

機動戦士ガンダム戦記 Lost War Chronicles 完全版（角川書店）
カバーが付き、巻末に短編「OPERATION 0 side A 開戦の時―マット・ヒーリィ―」「OPERATION 0 side B 開戦の時―ケン・ビーダーシュタット―」（第1巻）および最終話「OPERATION 7 両雄決戦」（第2巻）が追加収録された。また、巻頭のカラーページが増えている（第1巻は既存のモノクロ2ページを彩色、第2巻は新規2ページ追加）。
1. 2005年9月26日発行、ISBN 4-04-713760-X
2. 2005年9月26日発行、ISBN 4-04-713761-8

機動戦士ガンダム戦記 REBELLION Lost War Chronicles (KADOKAWA)
第1巻にのみ描き下ろしの短編「STAND ALONE OPERATION 『catch the "TUFFY"』」がさらに追加収録されているが、2巻とも巻頭のカラーページが完全版から数ページモノクロ化されている。
1. 2014年3月10日発行、ISBN 978-4-04-121057-4
2. 2014年3月10日発行、ISBN 978-4-04-121058-1

### 小説
林譲治による。イラストは逢坂浩司、川元利浩、木下ともたけ、永島智和（帯より）。
機動戦士ガンダム戦記 Lost War Chronicles（角川書店）
1. 2002年8月1日発行、ISBN 4-04-423205-9
2. 2002年9月1日発行、ISBN 4-04-423206-7

### サウンドトラック
- 機動戦士ガンダム戦記 Lost War Chronicles オリジナルサウンドトラック（2002年10月23日発売）

### ユニットメンバー
1. ↑  浅野真澄、富岡由紀子、永山奈々、那須めぐみ、仁後真耶子、早川由佳子